# Ergenekon
Ergenekon è una presunta organizzazione clandestina turca kemalista e ultra nazionalista, con legami con membri delle forze militari e di sicurezza del paese. 

## Storia
Il gruppo Ergenekon, il cui nome deriva un luogo mitico situato nelle valli inaccessibili dei Monti Altaj, nel 2011 fu accusato di terrorismo in Turchia; l'inchiesta diede luogo ad un centinaio di arresti e pesanti epurazioni tra le Forze armate. 
Alcuni accusarono Ergenekon di essere un "deep state", presentandolo all'opinione pubblica turca operante già con lo "scandalo Susurluk" del 1996: subito dopo quel caso Tuncay Güney, alias "İpek" sarebbe stato licenziato dal dipartimento antiterrorismo dell'Organizzazione nazionale di intelligence (MİT), di cui era informatore (le sue dichiarazioni alla polizia nel 2001 hanno costituito "la spina dorsale dell'accusa"). Presunti membri furono incriminati con l'accusa di complotto per fomentare disordini, tra le altre cose assassinando intellettuali, politici, giudici, personale militare e leaders religiosi, con l'obiettivo finale di rovesciare il governo in carica; un secondo processo fu intentato per il "caso Poyrazköy", che riguardava tentativi di abbattere il potere del Partito della Giustizia e dello Sviluppo, ma accuse furono rivolte anche per aver ispirato il post-modern darbe che nel 1997 pose fine al governo del Refah partisi di Necmettin Erbakan.
Il modus operandi di Ergenekon era stato paragonato al ramo turco dell'Operazione Gladio, da cui mutuava i metodi della controguerriglia.
Ad aprile 2011, oltre 500 persone erano state arrestate con queste accuse e quasi 300 formalmente accusate di appartenere a quella che i pubblici ministeri hanno descritto come "l'organizzazione terroristica di Ergenekon": gli accusatori hanno affermato che essa era stata responsabile di praticamente ogni atto di violenza politica e aveva controllato ogni gruppo militante, in Turchia, negli ultimi 30 anni.

## Esiti processuali
Nel 2015 la maggior parte degli imputati risultava prosciolta dalle accuse, mentre esperti calligrafici hanno concluso che i documenti utilizzati per basare le imputazioni erano dei falsi ed alcuni degli inquirenti sono stati a loro volta accusati di cospirazione contro le Forze armate.